# Psychiatriemuseum im ZfP Reichenau
Das Psychiatriemuseum im ZfP Reichenau ist ein Museumsraum im Zentrum für Psychiatrie Reichenau über die Geschichte der Psychiatrie in Reichenau. Es wurde 2013 zum hundertjährigen Jubiläum des Hauses eingerichtet und befindet sich im Zentrum für Psychiatrie Reichenau (ZfP) im zweiten Stock des Hauptgebäudes der Klinik. 
Das Museum bietet die Möglichkeit, sich über die Geschichte der 1913 als „Großherzoglich Badische Heil- und Pflegeanstalt bei Konstanz“ gegründeten Einrichtung zu informieren. Das Thema psychische Gesundheit und Krankheit und deren Behandlungsmöglichkeiten sowie eine Auseinandersetzung mit der Institution Psychiatrie und seiner Geschichte wird hier vertieft.
Gezeigt werden im großen Saal medizinische Instrumente, Kleidungsstücke von Ärzten, Krankenschwestern und Patienten sowie Alltagsgegenstände, Fotos und Zeitzeugenberichte. Alte Spindeln und ein Webstuhl gehören zu ehemaligen Arbeitstherapien. Im kleinen Raum wird auf die Tötung von Patienten im schwäbischen Schloss Grafeneck eingegangen. Zu den Sonderausstellungen zählte die Ausstellung „Krankheit und Heilung der Seele“ (2013) unter Bearbeitung des Historikers Gert Zang und „Psychiatrie im ersten Weltkrieg“ (seit 2015).